# دان لويس (لاعب كرة قدم أمريكية)
دان لويس (بالإنجليزية: Danny Lewis)‏ هو لاعب كرة قدم أمريكية أمريكي، ولد في 14 فبراير 1936 في Freehold Township, New Jersey ‏ في الولايات المتحدة، وتوفي في 6 مارس 2015 في ديترويت في الولايات المتحدة.

## وصلات خارجية
- داني لويس على موقع مرجع كرة القدم المحترفة.كوم (الإنجليزية)